# 硫环磷
硫环磷别名棉安磷、棉环磷，学名O,O-二乙基磷酰亚氨基-1,3-二硫戊环，是一种内吸性杀虫、杀螨剂，化学式为C7H14NO3PS2。为黄色固体，在碱性条件会发生水解。用于防治蚜虫、螨类及鳞翅目夜蛾科害虫。由于毒性大已被较低毒的甲基硫环磷（Phosfolan methyl）所取代。

## 风险
硫环磷急性毒性较高，大鼠经口LD50为8.9mg/kg。但在动物体内可降解为无毒物质，在土壤中无残留。中毒主要表现为：吸入后引起呼吸麻痹，支气管收缩，引起窒息。本品对胆碱酯酶活性有抑制作用。